# 3071 Nyesztyerov
A 3071 Nesterov (ideiglenes jelöléssel 1973 FT1) egy kisbolygó a Naprendszerben. Tamara Mihajlovna Szmirnova fedezte fel 1973. március 28-án.